# 易兆云旧居
易兆云旧居是原浙江当督军、浙江省督军署军需处处长易兆云在天津意租界的旧居，坐落于当时的天津意租界马可波罗路（Via Marco Polo）（今河北区民族路90号至92号），该建筑目前为河北区重点文物保护单位和目前是一般保护等级历史风貌建筑。

## 历史
易兆云旧居建于民国初年，当时，易兆云、易兆雯、易兆霆等兄弟四人和他们的子孙曾相继居住于此。1933年，易兆云在这所房子去世。1976年，唐山地震后损毁一部分，顶部改为平顶带女儿墙。2004年底，天津市人民政府请意大利古建筑修复专家对此建筑进行修复。该建筑现为天津市海河建设发展投资有限公司投资兴建的天津易精品奢华酒店。

## 建筑
易兆云旧居建于民国初年，总建筑面积为2300多平方米，其中，民族路92号的建筑平面为L型，建筑主体为两层带地下室，建筑外檐的福寿雕饰和中式门窗都为中国传统建筑风格。建筑顶部设有凉亭，凉亭原有两层高。民族路90号的建筑为两层意式建筑，建筑面积为500多平方米。

## 内部链接
- 天津意租界